# SF1
SF1（エスエフワン）は、シャープが製造・販売したブラウン管テレビ。任天堂の家庭用ゲーム機「スーパーファミコン」が搭載する。1990年（平成2年）12月5日発売。

## ハードウェア
ボディはグレーで、画面の上にロムカセット差込スロットがある。2つのボタンを同時に押すと、リモコン操作でリセットできる。「ゲーム」用の画質が設定されている。また電源コードとコントローラ以外のケーブルが露出していない。スーパーファミコンとは内部でS端子接続されており、画質は鮮明である（RGB端子接続よりは劣る）。
14型の場合、付属コントローラーのコード長が普通の本体についているものと同じだが、21型はコードが長い。音声はモノラルであり、外部入力も1系統のみの対応であるため、ステレオ音声でのプレイはできない。
拡張端子とAV端子は、本体上のスーパーファミコン部の背面に斜め上に向かって付いており、ほこりを防ぐカバーが付いている。ただし当本体で拡張端子を使用する周辺機器は存在しない。
また、RF端子とチャンネル切替スイッチはない。

## バリエーション
以下の形式が発売された（価格は税抜き）。
- 14G-SF1（14型）10万円
- 21G-SF1（21型）13万3,000円